# Переробка скла

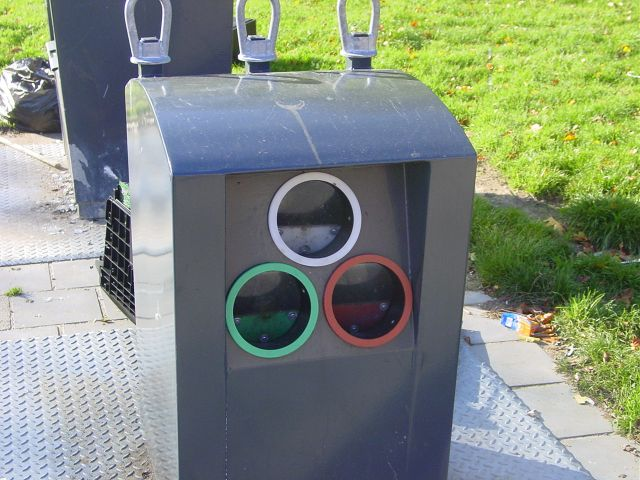
Публічний районний пункт збору відходів зі скла, із роздільним збором прозорого, зеленого і бурштинового скла

Переробка скла — це переробка скляних відходів у корисну продукцію. Скляні відходи мають бути розділеними за хімічним складом, а потім, залежно від можливостей місцевого переробника, також можуть бути розподілені на різні кольори. Багато переробників попередньо збирають скло різних кольорів окремо, оскільки після переробки скло зберігає власний колір. Найбільш поширені види скла, які використовуються для споживчої тари — це прозоре, зелене, та коричневе або бурштинове скло. Скло ідеально підходить для переробки, оскільки воно, у порівнянні із іншими матеріалами, не деградує під час звичайного використання.
Скло складає велику частину побутових і промислових відходів через власну густину і вагу. Скло у побутових відходах зазвичай складається із пляшок, битого скла, лампочок та інших предметів. На додачу до цих відходів є ще багато скляних предметів непромислового виробництва, коли відсоток браку доходить до сорока відсотків. На переробку скла використовується менше енергії, ніж на виробництво скла з піску, вапна і соди.

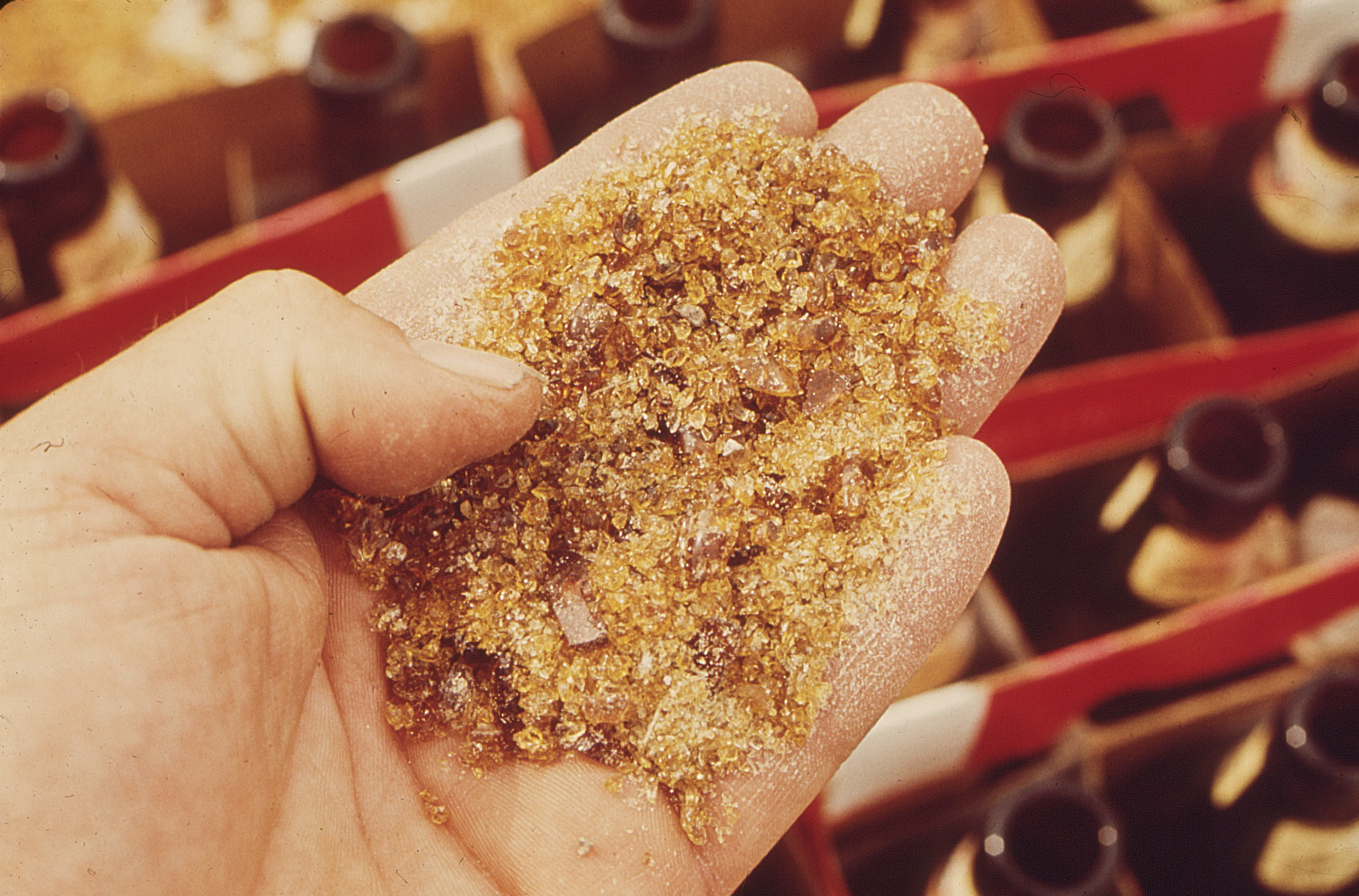
Склобій з пивних пляшок у США
(Червень 1972).

Переробка кожної тонни (1000 кг) скляних відходів у нові предмети значно зменшує кількість викидів у повітря вуглекислого газу (до 315 кг), яке б утворювалося при виробництві скла. Подрібнене скло, яке готове до переплавляння називається склобій.
У багато пунктах збору є окремі ящики для прозорого, зеленого і бурштинового. Підприємства, які переробляють скло, на нову скляну тару, потребують сировину, розділену за кольорами, тому що після переробки скло зберігає свій колір. Скло може не розділятися на пунктах приймання вторсировини, якщо з переробленого скла будуть виготовляти іншу продукцію, а не скляні пляшки, або якщо переробник скла використовує новітнє обладнання оптичного сортування. Термостійке скло Пірекс або боросилікатне скло не можна утилізовувати разом зі звичайним склом, оскільки навіть один шматок такого матеріалу буде змінювати в'язкість розплаву в печі при переплавленні.

## Переробка у скляну тару
Якщо скло повторно використовується для виробництва нової тари, створюється практично нескінченний цикл переробки. Повторне використання скла у виробництві економить сировину і знижує споживання енергії. Ті вироби зі скла, які не йдуть на переробку, подрібнюють, що зменшує об'єм відходів, які відправляються на звалища.

## Переробки на інші продукти
В сучасності, використання переробленого скла як наповнювача в бетоні стало поширеним, ґрунтовні дослідження проводяться в Колумбійському університеті Нью-Йорку. Такий наповнювач значно підвищує естетичну привабливість бетону. Останні дослідження (2008 року) показали, що бетон, виготовлений з використанням переробленого скляного наповнювача, показав кращу довготривалу міцність і ліпшу теплоізоляцію завдяки термічним властивостям скляних агрегатів.
Наповнювач, із різнокольорового подрібненого скла невеликого розміру, замінює дрібний гравій або щебінь у багатьох будівельних та інженерних проєктах. Скляний наповнювач не є гострим для обробки. Заощадження бюджетних коштів у місті Тумвотер, у житлово-комунальних господарствах сягає тисяч доларів (залежно від розміру проєкту). Для багатьох випадків Транспортний Департамент штату має специфікації для використання: розмір і відсотковий вміст кількості для сумішей. Зазвичай використовується для таких потреб, як опалубок для прокладання труб: каналізаційних, зливів стічних вод та труб для питної води, для перенесення ваги з поверхні і для захисту труб. Іншим звичайним застосуванням є заповнювач, для того, щоб довести рівень бетонної підлоги до рівня фундаменту.
Інші варіанти використання переробленого скла охоплюють:
- Ізоляційні продукти зі скловати
- Виробництво керамічної сантехніки
- Як керамічний флюс у виробництві цегли
- Астротурф
- Використання у сільському господарстві і ландшафтному дизайні, таке як покривний матеріал, мульчування кореневої зона або заміна піску для гольф-бункерів
- Відновлені скляні стільниці
- Матеріал у фільтрах для води
- Абразиви

Змішані відходи може бути отримано з установок відновлення матеріалів або механічних систем біологічного очищення. Деякі об'єкти можуть робити сортування змішаних відходів за різним кольором за допомогою електронно-оптичних сортувальних пристроїв.

## За країнами

### Україна
В радянські часи, склотару обмінювали на гроші в спеціальних «пунктах приймання склотари», де треба було вистояти чергу або, для зручності населення, безпосередньо в магазинах, які здійснювали продаж товарів, розфасованих в склотару (як правило, в продуктових). До того-ж, купуючи в магазині нові товари, покупець тут же міг здати порожні пляшки, повернена заставна вартість яких, віднімалася під час підрахунку загальної вартості покупки.
Як правило, найбільш широко і найпростіше здійснювалося здавання молочних пляшок, зважаючи на фактично повсюдний обіг рідких молочних продуктів і майже постійної наявності в магазині спеціальних ящиків з чарунками для розміщення там пляшок і безпечного їх перевезення (як правило, виготовлених з грубого і міцного сталевого оцинкованого дроту). Також і магазини, під час приймання нових партій молочних продуктів, привезених автотранспортом молокозаводів, на місце вивантаженої з автомашин продукції, заразом завантажували ящики з прийнятою у населення порожньою склотарою.
Таким чином, до процесу здавання-приймання склотари, було залучено найширші кола громадян.
Брудна або навіть незначно пошкоджена склотара, назад до крамниці або на приймальний пункт, не бралася. Перед здаванням до крамниці або на приймальний пункт, громадяни повинні були самостійно помити пляшки в домашніх умовах (зсередини від слідів вмісту і ззовні від етикеток і забруднень). Це дозволяло якнайбільше зменшити витрати на остаточну мийку склотари гарячими лугами, до майже стерильного стану на підприємствах, які повторно використовували склотару.
Пункти приймання склотари і іншої вторинної сировини, в ті часи, часто розташовувалися в напівзруйнованих під час антирелігійної кампанії, церквах і храмах.
На початку ХХІ століття в Україні стали з'являтися окремі контейнери для безоплатного здавання використаних скляних або пластикових пляшок, які розташовуються зазвичай, біля сміттєвих баків. Також у великих містах — в місцях скупчення людей, почали встановлюватися (часто художньо оформлені) спеціальні приймальники пляшок.

### Німеччина
У 2004 році у Німеччині перероблено 2116000 тони скла. Для багатьох напоїв, особливо пива та газованої води, а також безалкогольних напоїв (Mehrwegflaschen) доступні багаторазові скляні або пластикові (ПЕТ) пляшки. Застава за пляшку становить €0.08-€0.15, у порівнянні з ціною €0,25 для переробки, але це не стосується багаторазових пластикових пляшок.

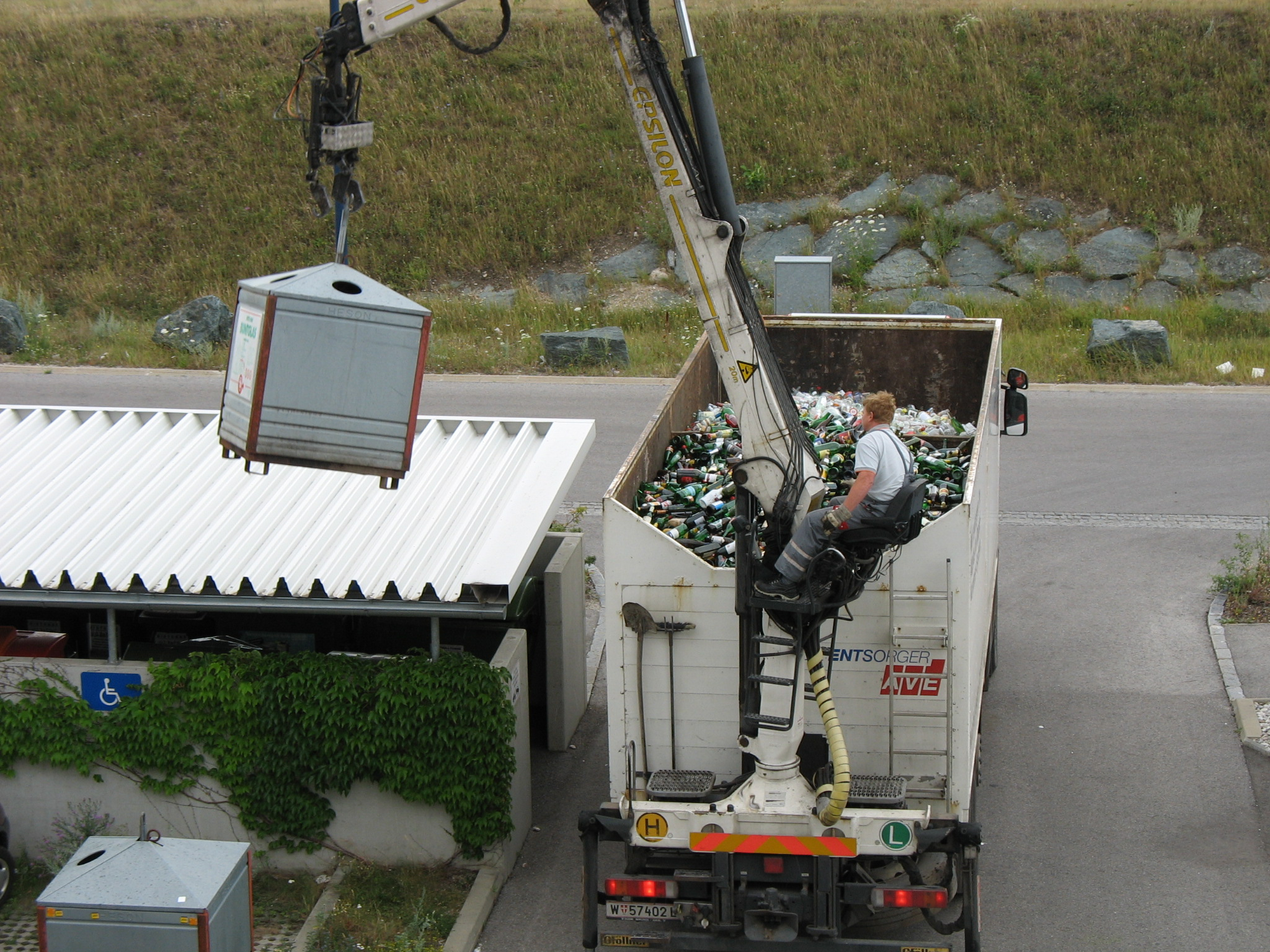
Автомобіль спорожнює бак для скла у Відні

### Велика Британія
Пункти збору скла, відомі як Пляшкові банки часто розташовані біля торговельних центрів, та на об'єктах громадського благоустрою у житлових районах Великої Британії. Першу Пляшкову Банку представив Стенлі Рейс, командор Ордену Британської імперії, тодішній президент Федерації виробників скла і Рон Інгланд у місті Барнслі 6 червня 1977 року. Роботу з розробки були проведені у Департаменті Енергетики в Воррен-Спрінгс лабораторії, Стівенейдж, (зараз АЕРЕ (Atomic Energy Research Establishment) у містечку Гарвелл) і Nazeing Glass Works із Броксборну, щоб довести, що придатні для використання скляні вироби можуть на 90 % бути зроблені із переробленого скла. Також виявилося, що потрібно використовувати магніт, щоб видалити непотрібні металеві частини із суміші.
Пляшкові банки зазвичай стоять поруч із точками збору інших перероблюваних відходів, таких, як папір, метал і пластмас. Місцеві муніципальні служби, які збирають сміття, як правило, мають одну центральну точку для всіх видів відходів, в якому також розташовані великі контейнери для скла. Станом на червень 2007 року налічується більше 50 000 Пляшкових банків у Великій Британії, щорічно переробляється 752000 тонн скла.
Галузь переробки відходів у Великій Британії не може споживати все зібране тарне скло для переробки, яке стане доступним протягом найближчих років, в основному через дисбаланс кольору скляних виробів, які виробляються і збираються. Велика Британія імпортує значно більше зеленого скла у вигляді винних пляшок, тому утворилося позитивне сальдо в обсязі для переробки.
Як наслідок, надлишок зеленого скла з імпортних пляшок можна експортувати до країн-виробників, або використовувати місцево для збільшуваної потреби вторинного використання переробленого скла. Станом на  2006, компанія Cory Environmental здійснювала доправлення склобою із Великої Британії до Португалії.

### Сполучені Штати Америки
Показники переробки та методи збору відходів значно відрізняються по США, тому що закони пишуться на рівні штатів та на місцевому рівні, і великі населені пункти, зазвичай, мають власні унікальні системи поводження з відходами. У багатьох містах працює програма узбічної утилізації, тобто, раз на тиждень, або на два тижні, муніципальні служби збирають побутові відходи як вторсировину, які жителі виставляють у спеціальних контейнерах перед власними будинками.
Мешканці квартир, як правило, використовують загальні контейнери, які можуть збирати міські служби, так і приватні переробні підприємства, які можуть мати свої власні правила переробки. У деяких випадках, для скла відводяться спеціальні окремі контейнери, так як бите скло може бути небезпечним для людей, які пізніше вручну сортуватимуть змішані матеріали, які придатні для переробки. Відсортоване сміття потім буде продано компаніям, які будуть використовувати матеріали у виробництві нових товарів.
У 1971 році у штаті Орегон було прийнято закон, який вимагав від покупців напоїв (таких як пиво і солодкі газовані води), додаткової сплати у п'ять центів за контейнер (платню збільшили до десяти центів в квітні 2017 року) як застави, яку буде повернено тому, хто повернуть контейнер для утилізації. З того часу цей закон було скопійовано ще у дев'яти інших штатах, включаючи із штатом Нью-Йорк і Каліфорнія. Скорочений витяг закону друкується на всіх пляшках і банках, які підлягають депозитній програмі. У Штатах із цим законом депозиту на контейнери, більшість супермаркетів автоматизують процес повернення депозиту, шляхом встановлення автоматів, які приймають і рахують повернені контейнери, а потім друкують кредитний ваучер, які можна використати у магазині на відповідну кількість контейнерів. Невеликі скляні пляшки (в основному пивні) розбиваються одна за одною всередині цих автоматів. Великий колісний бункер (розмірами приблизно 1,5 м на 1,5 м на 0,5 м) всередині автомата збирає бите скло, поки його не звільнить співробітник компанії, яка/який збирає скло.